# 크타니드
크타니드(Kthanid)는 브라이언 럼리(Brian Lumley)가 창작한 고대신으로 크툴루의 형제라고 한다. 눈색이 금색이라는 점을 제외하면 외모는 크툴루와 비슷하며, 성격과 반대로 크툴루가 악한 만큼 크타니드는 선하다고 한다. 크타니드가 사는 곳은 빙하 한 가운데이며 그곳에는 수정과 진주의 궁전에 살며, 우주의 미래를 보여주는 수정구를 바라본다고 한다.

크타니드의 첫 등장은 'The Transition of Titus Crow'라는 작품에서 나왔으며, 이후에 동작가의 'The Clock of Dreams'에서 나온다.